# Палембанг
Палембанг (инд. Kota Palembang) главни је град провинције Јужна Суматра у Индонезији. Налази се на реци Муси. 
У граду живи 1,37 милиона становника (податак из 2006), а у ширем подручју 1.730.000. 
Град је био престоница древног хиндуистичко-будистичког краљевства Шривиџаја, које је контролисало већи део данашње Индонезије и Малезије. После напада империје Чола 1025, град је назадовао у свом значају. Престоница царства Шривџаја је премештена у Џамби. Наслеђе холандске колонијалне архитектуре је данас видљиво у Палембангу. 

## Демографија
| 2010.     |
| --------- |
| 1.451.059 |

## Партнерски градови
- Манчестер
- Хаг